# 克里斯托弗·卡尔森
克里斯托弗·卡尔森（英語：Christopher Carlson，1997年3月14日—），美国男子赛艇运动员。他曾代表美国参加2024年夏季奥林匹克运动会赛艇比赛，获得男子八人单桨有舵手铜牌。